# Annikki Kariniemi
Terttu Tuulikki (Annikki) Kariniemi, född 24 juli 1913 i Rovaniemi i Finland, död 22 oktober 1984 i Övertorneå i Finland, var en finländsk lärare och författare.
Annikki Kariniemi var dotter till agronomen Frans Emil (Eemeli) och Jenni Maria Kariniemi. Hon utbildade sig till lärare på lärarseminariet i Jyväskylä. Hon var kanslist på Gränsbevakningsväsendet i Lappland 1935–1938 samt 1940–1945. Därefter var hon folkskollärarinna på olika orter i Lappland från 1947 till 1961. 
Hon debuterade som författare med romanen Poro-Kristiina 1952. Hon har skrivit ett stort antal böcker för vuxna och för ungdomar med motiv från Lappland.
Hon var gift 1944–1962 med översten Oiva Willamo (1887–1967). Hon publicerade om sitt äktenskap den självbiografiska romanen Ett äktenskaps anatomi 1968.
Annikki Kariniemi har stått modell för den fiktiva "överstinnan", som är berättarjag i romanen Everstinna från 2017 ("Överstinnan", 2019) av Rosa Liksom.
En staty över henne av Ensio Seppänen finns sedan 1990 på toppen av Aavasaksa norr om Torneå.